# 21st Century Cures Act
La 21st Century Cures Act (en español, Ley de Curas del siglo XXI) es una ley estadounidense promulgada por el 114º Congreso de los Estados Unidos en diciembre de 2016 y luego promulgada el 13 de diciembre de 2016. Autorizó 6.300 millones de dólares en financiación, principalmente para los Institutos Nacionales de Salud. La ley fue apoyada especialmente por los grandes fabricantes farmacéuticos y contó con la oposición sobre todo de algunas organizaciones de consumidores.
La aprobación de fármacos y dispositivos se agilizaría, según los partidarios, y los tratamientos llegarían más rápido al mercado. El argumento esgrimido por los opositores era que permitiría la comercialización de tratamientos más arriesgados o menos eficaces al permitir la aprobación de fármacos y dispositivos sobre la base de pruebas más endebles, pasando por alto los ensayos aleatorizados y controlados.
El proyecto de ley incorporaba la "Ley de Ayuda a Familias en Crisis de Salud Mental", presentada por primera vez por el entonces congresista Tim Murphy, republicano de Pensilvania, que aumentaba la disponibilidad de camas en hospitales psiquiátricos y establecía una nueva Secretaría adjunta para la salud mental y los trastornos por consumo de sustancias.

## Contenido

### Investigación y desarrollo de medicamentos
La División A de la ley, titulada "Curas del siglo XXI", contiene disposiciones relacionadas con la financiación y administración de los Institutos Nacionales de Salud, la reducción del abuso de opioides, la investigación médica y el desarrollo de fármacos.

#### Epidemia de opioides
Unos meses antes se había aprobado la Ley Integral de Adicción y Recuperación (CARA). Esta ley autorizaba muchas estrategias de reducción de daños, incluido un mayor acceso al fármaco de reversión de sobredosis naloxona para la crisis de los opioides, pero no proporcionaba ninguna financiación federal para su aplicación. La Ley 21st Century Cures asignó mil millones de dólares en subvenciones para los estados durante dos años para luchar contra la epidemia de opioides. El dinero podrá utilizarse para mejorar los programas de control de medicamentos recetados, para hacer más accesibles los programas de tratamiento, para formar a los profesionales sanitarios en las mejores prácticas de tratamiento de adicciones y para investigar los enfoques más eficaces para prevenir la dependencia.

#### Proceso de aprobación de medicamentos de la FDA
La 21st Century Cures Act modificó el proceso de aprobación de medicamentos de la FDA. Su objetivo era agilizar el proceso de aprobación de nuevos fármacos y dispositivos suavizando los requisitos impuestos a las empresas farmacéuticas que buscan la aprobación de la FDA para nuevos productos o nuevas indicaciones de fármacos existentes. Por ejemplo, bajo ciertas condiciones, la ley permite a las empresas proporcionar "resúmenes de datos" y "pruebas del mundo real", como estudios observacionales, y datos de reclamaciones de seguros, aportaciones de pacientes y datos anecdóticos, en lugar de resultados completos de ensayos clínicos.

#### Medicamentos específicos para enfermedades raras
La "Ley de Curas del siglo XXI" facilita el desarrollo y la aprobación de medicamentos dirigidos genéticamente y dirigidos a proteínas variantes para el tratamiento de enfermedades raras.

#### Consentimiento informado
En la sección 3024, la "Ley de Curas del siglo XXI" permite a los investigadores renunciar al requisito del "consentimiento informado" en los casos en que las pruebas clínicas de fármacos o dispositivos "no supongan más que un riesgo mínimo" e "incluyan las salvaguardias adecuadas para proteger los derechos, la seguridad y el bienestar del sujeto humano".
Un ejemplo es un vendaje de alta tecnología que monitoriza el flujo sanguíneo. El procedimiento estándar exige a los investigadores obtener el permiso del paciente antes de probar en él cualquier dispositivo nuevo. Sin embargo, en este ejemplo, los investigadores podrían querer probar el vendaje en pacientes inconscientes. En tales circunstancias, los investigadores pueden renunciar al requisito del consentimiento informado, ya que el paciente sigue recibiendo los cuidados estándar y médicamente aceptados de monitorización de la tensión arterial y la frecuencia cardíaca. Los investigadores seguirían teniendo que cumplir los procedimientos de investigación habituales.

#### Protección de los sujetos de la investigación humana
La Ley 21st Century Cures Act pide al Secretario de Salud y Servicios Humanos que armonice las diferencias entre las regulaciones para investigación con personas del HHS (Departamento de Salud y Servicios Humanos) y la FDA (Administración para Alimentos y Fármacos). Al hacerlo, el Secretario puede cambiar las normas que se aplican a las poblaciones vulnerables con el fin de "reducir la duplicación normativa y los retrasos innecesarios"" y para "modernizar dichas disposiciones en el contexto de proyectos de investigación cooperativos y con múltiples centros".
La sección 3023 prevé la revisión conjunta o compartida de la investigación, la revisión por parte de juntas de revisión institucionales distintas de la del patrocinador de la investigación y el uso de otros medios "para evitar la duplicación de esfuerzos".

#### Investigación médica
La ley asigna 4.800 millones de dólares a los Institutos Nacionales de Salud para medicina de precisión e investigación biomédica. De esta cantidad, 1.500 millones de dólares están destinados a la investigación de enfermedades cerebrales.En octubre de 2016, el Programa Cohorte pasó a llamarse Programa de Investigación "All of Us".
Otros 1.800 millones de dólares se dedican a la investigación del cáncer en lo que se denomina la iniciativa "Beau Biden Cancer Moonshot", llamada así en honor a Beau Biden,  hijo del entonces vicepresidente Joe Biden, que falleció de cáncer cerebral en 2015. El objetivo de la iniciativa era reducir a la mitad las tasas de mortalidad por cáncer.
Cuando Joe Biden llegó a la presidencia, su administración reactivó la iniciativa contra el cáncer.[cita requerida] En el 60º aniversario del discurso sobre la iniciativa Moonshot para poner a un hombre en la Luna del presidente John F. Kennedy, el presidente Biden pronunció un discurso en la Biblioteca JFK, promoviendo la reactivación de la iniciativa Beau Biden Cancer Moonshot, incluyendo la nueva Agencia de Proyectos de Investigación Avanzada para la Salud.
En mayo de 2024, el Congreso votó en contra de renovar la financiación del programa. El presupuesto de 2024 aprobado por el Congreso era ajustado, debido al control republicano de la cámara, las preocupaciones por el déficit y el deseo republicano de negar a Biden una victoria poco antes de las elecciones. La Casa Blanca dijo que estaba "bien preparada para llevar adelante Cancer Moonshot en un ciclo de financiación difícil"; tras ello, la financiación obligatoria de Cancer Moonshot se incluyó en la solicitud presupuestaria de Biden para el año fiscal 2025.

### Sanidad

#### Bloqueo de la información de los historiales médicos electrónicos
La Ley definía la interoperabilidad y prohibía el bloqueo de información. El bloqueo de información se define como una práctica que interfiere o impide el acceso a información sanitaria electrónica, es decir, información sobre la historia clínica o el tratamiento de un paciente.
En virtud del artículo 4004, el bloqueo de información puede exponer a las entidades a multas de hasta un millón de dólares por infracción.

#### Software médico
El software médico está regulado como dispositivo médico por la FDA en la Ley Federal de Alimentos, Medicamentos y Cosméticos (FD&C). La sección 3060 de la "Ley de Curas del siglo XXI" se creó como una enmienda a la sección 520 de la Ley FD&C, que abordaba cómo se definen los dispositivos médicos.  Esbozaba las funciones del software que estarían exentas de la regulación de la FDA, como las utilizadas con fines administrativos, fomento de un estilo de vida saludable, historias clínicas electrónicas, resultados de pruebas de laboratorio clínico e información relacionada, y también las herramientas de decisión clínica.

#### Acceso a la asistencia sanitaria y mejora de la calidad
La División C, titulada "Aumento de la elección, el acceso y la calidad de la atención sanitaria para los estadounidenses", se refiere a los programas de Medicare y a las leyes fiscales federales relacionadas con los planes de salud para pequeños empresarios.

##### Acuerdo de reembolso sanitario para pequeñas empresas (QSEHRA)
La Ley 21st Century Cures Act también incluía disposiciones que creaban una QSEHRA (Qualified Small Employer Health Reimbursement Arrangement), una forma más eficiente para que las pequeñas empresas y las organizaciones sin ánimo de lucro ofrecieran un seguro médico a sus empleados.[cita requerida]

### Salud conductual
La División B, titulada "Ayudar a las familias en crisis de salud mental", aborda la prevención y el tratamiento de las enfermedades mentales y el abuso de sustancias, la cobertura de los tratamientos, la comunicación permitida por la HIPAA, y las interacciones con las fuerzas del orden y el sistema de justicia penal.
La ley refuerza la normativa de paridad en salud mental,que obliga a las compañías de seguros a cubrir los tratamientos de salud mental en la misma medida y de la misma forma que los tratamientos médicos. También incluye subvenciones para proporcionar recursos comunitarios de salud mental, programas de prevención del suicidio e intervención, y formación en desescalada para las fuerzas de seguridad. También proporciona subvenciones de cinco años para un programa de demostración en el que residentes de psiquiatría y otros clínicos de salud mental ejercerán en zonas desatendidas. Las disposiciones para la reforma de la HIPAA, la elevación de la posición de las familias en las decisiones de internamiento y las reformas de los procedimientos para impugnar las decisiones de liberación no se incluyeron en el proyecto de ley final.
La ley refuerza la normativa sobre paridad en salud mental, que obliga a las compañías de seguros a cubrir los tratamientos de salud mental en la misma medida y de la misma forma que los tratamientos médicos. También incluye subvenciones para proporcionar recursos comunitarios de salud mental, programas de prevención del suicidio e intervención, y formación en desescalada para las fuerzas de seguridad. También proporciona subvenciones de cinco años para un programa de demostración en el que residentes de psiquiatría y otros clínicos de salud mental ejercerán en áreas desatendidas. Las disposiciones para la reforma de la HIPAA, la elevación de la posición de las familias en las decisiones de internamiento y las reformas de los procedimientos para impugnar las decisiones de liberación no se incluyeron en el proyecto de ley final.
Algunas de estas disposiciones se propusieron originalmente en proyectos de ley anteriores, entre ellos
la Ley de Reforma de la Salud Mental de 2016 (S.2680); la Ley de Salud Mental y Comunidades Seguras de 2015 (H.R.3722, S.2002);
la Ley de Ayuda a las Familias en Crisis de Salud Mental de 2016 (H.R.|2646);
la Ley Integral de Justicia y Salud Mental de 2015 (H.R.1854, S.993);
la Ley de Concienciación y Mejora de la Salud Mental de 2015 ({H.R.5327, S.1893);
la Ley de colaboración entre justicia y salud mental de 2015 (H.R.731); y
la Ley de integración de la atención de salud conductual de 2016 (H.R.4388).

### Ventas de la Reserva Estratégica de Petróleo
La ley exige la venta de 25 millones de barriles de crudo (10.000.000 en 2017, 9.000.000 en 2018 y 6.000.000 en 2019) de la Reserva Estratégica de Petróleo. Los ingresos procedentes de estas ventas proporcionarán parte de la financiación de los NIH prevista en la ley.

## Historia legislativa
La "Ley de Curas del siglo XXI" fue presentada originalmente como H.R.6 por Fred Upton (Partido Republicano de Michigan) el 19 de mayo de 2015. Se aprobó en la Cámara de Representantes el 10 de julio de 2015 pero no se aprobó en el Senado.
Más de 1.400 grupos de presión registrados trabajaron en este proyecto de ley, en representación de más de 400 organizaciones diferentes, en su mayoría empresas farmacéuticas.
De 455 organizaciones registradas para ejercer presión sobre el proyecto de ley, las cinco primeras por número de informes y temas específicos según OpenSecrets fueron:
- Roche Holdings (61)
- Blue Cross Blue Shield (49)
- Pharmaceutical Research and Manufacturers of America (Investigación y Fabricantes Farmacéuticos de América) PhRMA (49)
- Amgen (41)
- Asociación Americana de Hospitales (36).[36]

El presidente Obama firmó la ley el 13 de diciembre de 2016. Las razones expuestas para su apoyo incluían la lucha contra el abuso de opioides, el avance de la investigación sobre el cáncer, el avance de la Iniciativa BRAIN, el avance de la Iniciativa de Medicina de Precisión, y el tratamiento de cuestiones sanitarias bipartidistas.

## Recepción
Entre las partes interesadas que elogiaron la aprobación de la ley se incluyen compañías farmacéuticas; fabricantes de dispositivos médicos; los Institutos Nacionales de Salud; personas que abogan por la reducción de las barreras a la recopilación de datos de investigación con seres humanos; los representantes Fred Upton (R-MI), Diana DeGette (D-CO), Timothy F. Murphy (R-PA); el senador Lamar Alexander (R-TN); y el vicepresidente Joe Biden. Hospitales y universidades, así como la American Cancer Society Action Network, Research!America, y FasterCures apoyaron el proyecto de ley por su compromiso con la financiación de la investigación. La American Psychological Association apoyó el proyecto de ley debido a sus disposiciones sobre salud mental. La Asociación de Tecnología Médica Avanzada apoyó el proyecto de ley por facilitar el proceso de introducción de nuevas tecnologías médicas. La Sociedad Estadounidense de Genética Humana (ASHG, por sus siglas en inglés) elogió la aprobación del proyecto de ley al reforzar la privacidad genética de los participantes en investigaciones. Prison Fellowship apoyó el proyecto de ley debido a su inclusión de la Ley Integral de Justicia y Salud Mental, una parte diseñada para fomentar la colaboración entre los sistemas de justicia penal, justicia juvenil, tratamiento de salud mental y abuso de sustancias.
Entre las partes interesadas que criticaron la aprobación de la ley se encuentran la FDA, los defensores de protecciones sólidas en la investigación clínica, las organizaciones de consumidores y los defensores de la medicina regenerativa. El proceso acelerado de aprobación de fármacos ha sido un tema de preocupación y debate. El Public Citizen's Health Research Group y el National Center for Health Research hicieron campaña contra la Ley de Curas por temor a que pusiera en peligro la salud pública al debilitar las normas de la FDA. La senadora Elizabeth Warren dijo que el proyecto de ley había sido "secuestrado" por la industria farmacéutica. Afirmó que la legislación suavizaba los requisitos de seguridad para los nuevos fármacos y dispositivos y, como contrapartida, pedía financiación para la investigación, a niveles que deben asignarse anualmente. John LaMattina, antiguo director de investigación y desarrollo de Pfizer y actual portavoz de la industria farmacéutica, afirmó que los ensayos clínicos completos son necesarios para demostrar la eficacia, y sugiere que algunos fármacos pueden aprobarse ahora basándose en los primeros datos y demostrarse ineficaces más adelante. El grupo de investigación sanitaria Public Citizen's Health Research Group afirma que la designación de dispositivos "innovadores" es demasiado amplia y podría llevar a autorizar dispositivos que no están listos para el mercado.
Lupkin señala que la financiación de los NIH tendrá que ser asignada cada año a través del proceso presupuestario normal, y por lo tanto puede verse finalmente reducida respecto de lo que este proyecto de ley prometió. La financiación de los NIH fue en realidad menor de lo que muchos defensores esperaban,y versiones anteriores del proyecto de ley habían prometido.[cita requerida]
Uno de los objetivos del proyecto de ley era agilizar la aprobación, pero Jerry Avorn y Aaron Kesselheim señalaron que un tercio de los medicamentos se aprueban a partir de un único ensayo clínico con una media de menos de 700 pacientes; En última instancia, sin embargo, la ley no permitía la evidencia del mundo real para la aprobación de medicamentos, sino más bien para la ampliación de indicaciones.